# Agaminae
Agaminae (лат.) — подсемейство ящериц из семейства агамовых.

## Описание
Общие размеры представителей подсемейства сильно колеблются — от 5 до 60 см. Окраска этих агам обычно яркая. Как правило, самцы ярче самок. У большинства очень длинный и тонкий хвост, часто он сжат с двух сторон. Туловище цилиндрической формы с мелкой чешуёй. Хорошо развиты конечности. У значительного количества видов этого подсемейства достаточно длинные и цепкие пальцы.

## Образ жизни
Предпочитают лесистые, каменистые и скалистые места. Встречаются также в пустынях, полупустынях, в горах и предгорьях. Большинство активны днём. Значительная часть представителей подсемейства Agaminae могут долго обходиться без воды. Питаются насекомыми, мелкими млекопитающими, плодами, цветами.

## Размножение
Это в основном яйцекладущие ящерицы, впрочем встречаются яйцеживородящие роды. Обычно откладывается от 6 до 12 яиц. У живородящих видов рождается, как правило, до 4 детёнышей.

## Распространение
Широко распространены в Африке, Азии и Европе.

## Классификация
На июль 2018 года в подсемейство включают 10 родов:
- Acanthocercus Fitzinger, 1843
- Agama Daudin, 1802 — Агамы
- Bufoniceps Arnold, 1992
- Laudakia Gray, 1845
- Paralaudakia Baig, Wagner, Ananjeva & Böhme, 2012
- Phrynocephalus Kaup, 1825 — Круглоголовки
- Pseudotrapelus Fitzinger, 1843 — Агамы-псевдотрапелусы
- Stellagama Baig, Wagner, Ananjeva & Böhme, 2012
- Trapelus Cuvier, 1817 — Агамы-трапелусы
- Xenagama Boulenger, 1895 — Ксенагамы

## Галерея

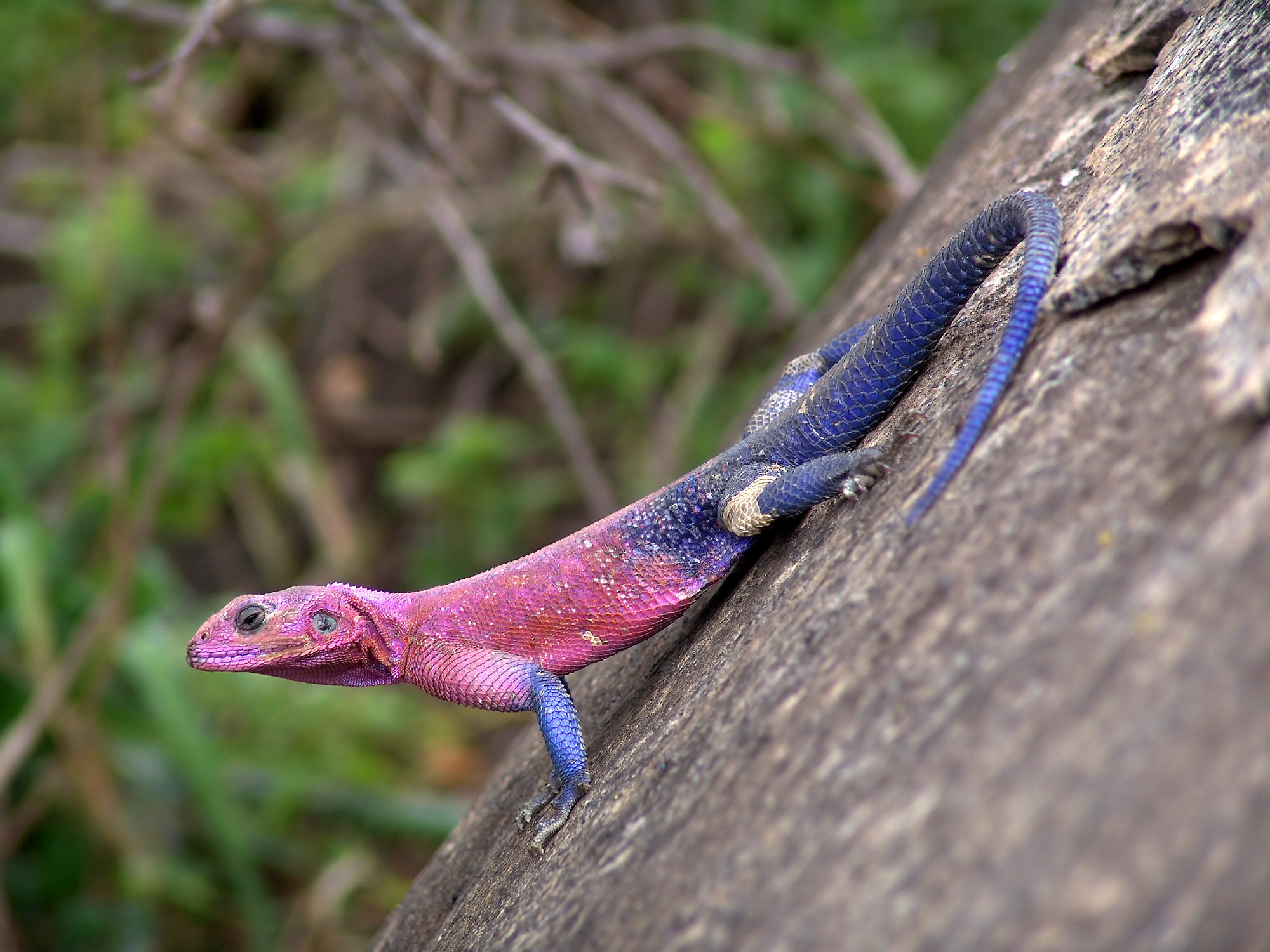
Agama mwanzae
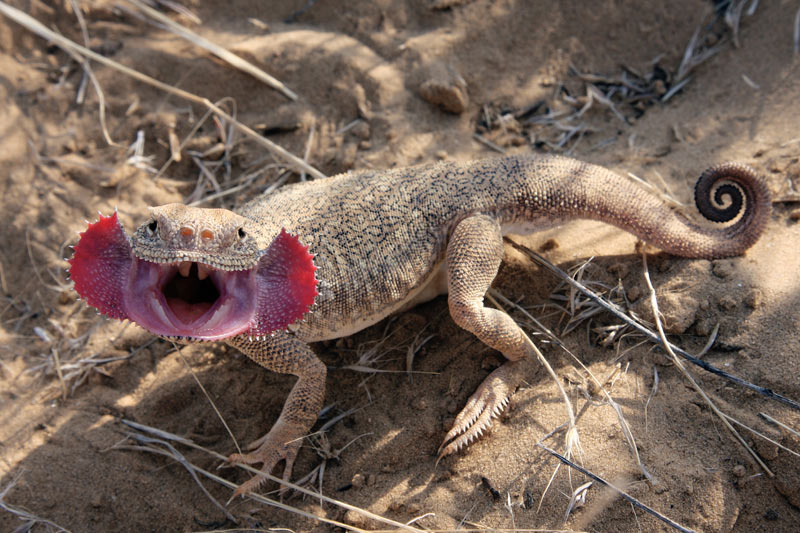
Ушастая круглоголовка
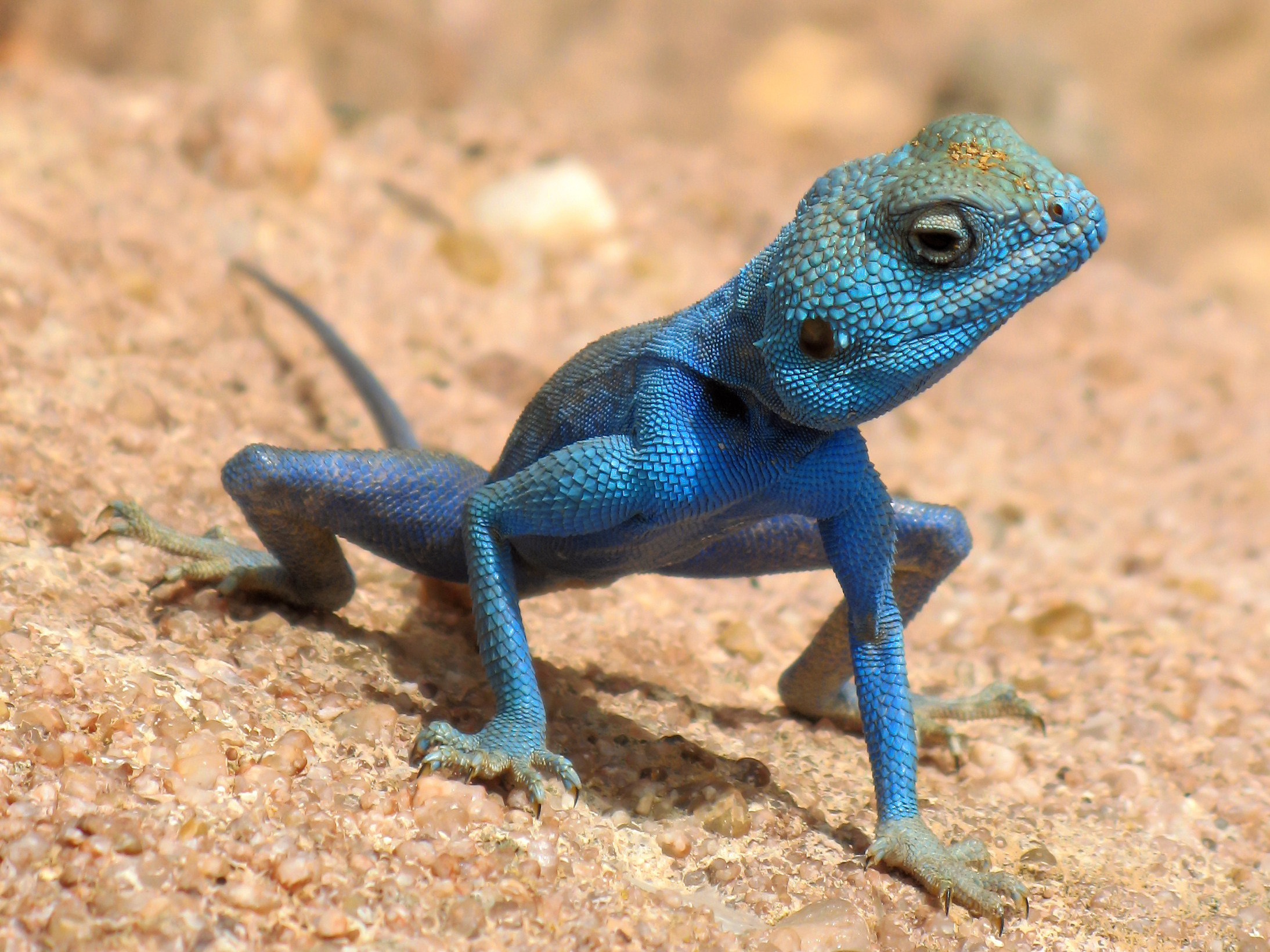
Синайская агама
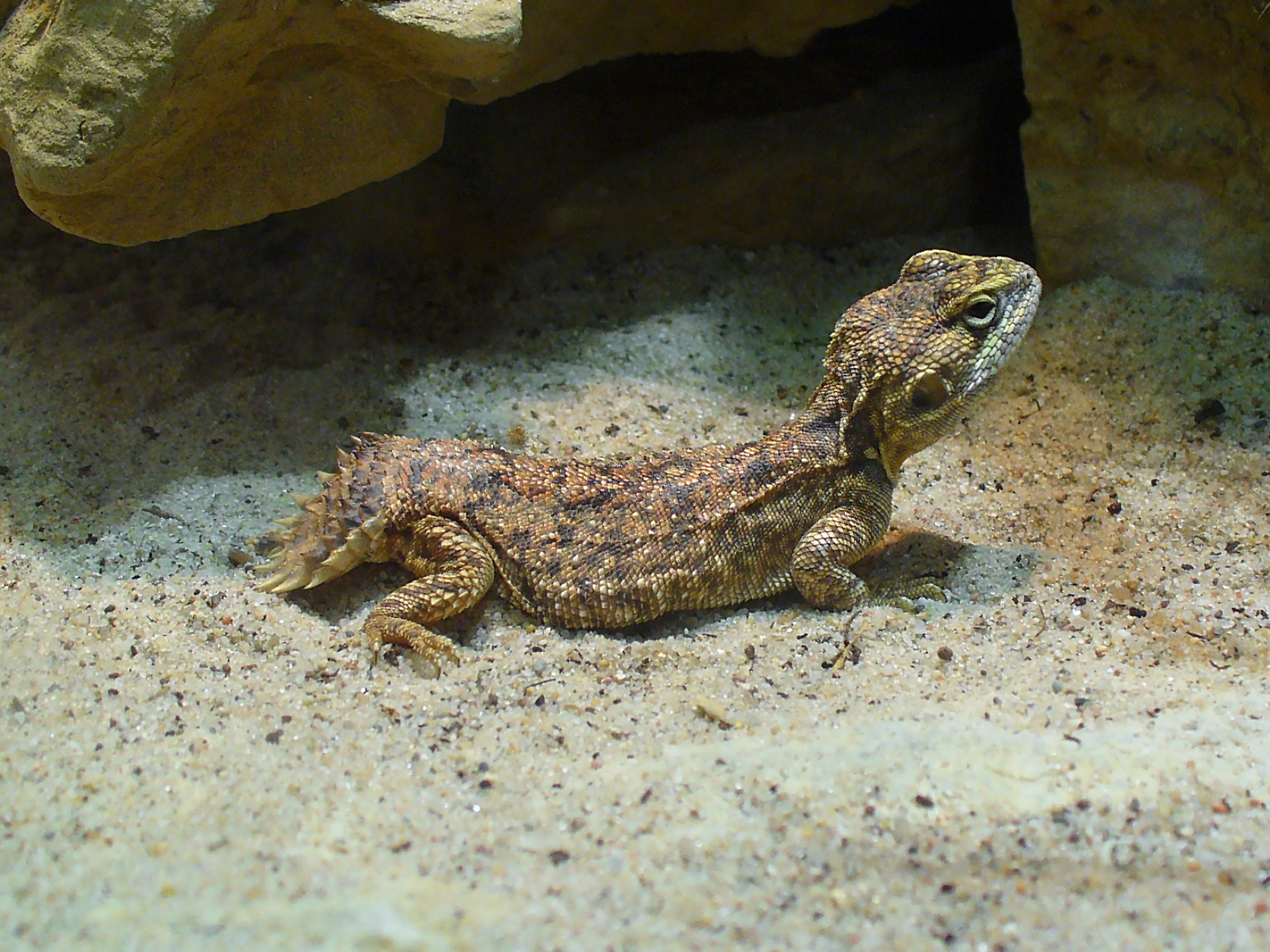
Xenagama taylori